# Jonathan Levine
Jonathan A. Levine (nacido el 18 de junio de 1976) es un director de cine y guionista estadounidense.

## Biografía
Levine nació y creció en la ciudad de Nueva York en una familia judía.
Asistió a la St. Bernard's School, en Manhattan, y a la Phillips Academy, en Andover, Massachusetts. Recibió su licenciatura de la Universidad de Brown, donde se especializó en Semiótica del Arte. Obtuvo su Maestría en Bellas Artes (MFA) en Dirección de Cine del American Film Institute, en Los Ángeles, en su Conservatorio AFI.

## Filmografía

### Cortometraje
| Año  | Título     | Director | Guionista | Notas     |
| ---- | ---------- | -------- | --------- | --------- |
| 2004 | Shards     | Sí       | Sí        | AFI tesis |
| 2005 | Love Bytes | Sí       | Sí        |           |

### Largometrajes
| Año  | Título original              | Director | Guionista | Productor |
| ---- | ---------------------------- | -------- | --------- | --------- |
| 2006 | All the Boys Love Mandy Lane | Sí       | No        | No        |
| 2008 | The Wackness                 | Sí       | Sí        | No        |
| 2011 | 50/50                        | Sí       | No        | No        |
| 2013 | Warm Bodies                  | Sí       | Sí        | No        |
| 2015 | The Night Before             | Sí       | Sí        | No        |
| 2017 | Snatched                     | Sí       | No        | No        |
| 2019 | Long Shot                    | Sí       | No        | Ejecutivo |

Productor
- Mike and Dave Need Wedding Dates (2016)

### Televisión
| Año  | Título                 | Director | Ejecutivo | Creador | Notas                    |
| ---- | ---------------------- | -------- | --------- | ------- | ------------------------ |
| 2014 | Rush                   | Sí       | Sí        | Sí      | Director del Epi. Piloto |
| 2021 | Nine Perfect Strangers | Sí       | Sí        | No      |                          |